# Fólya

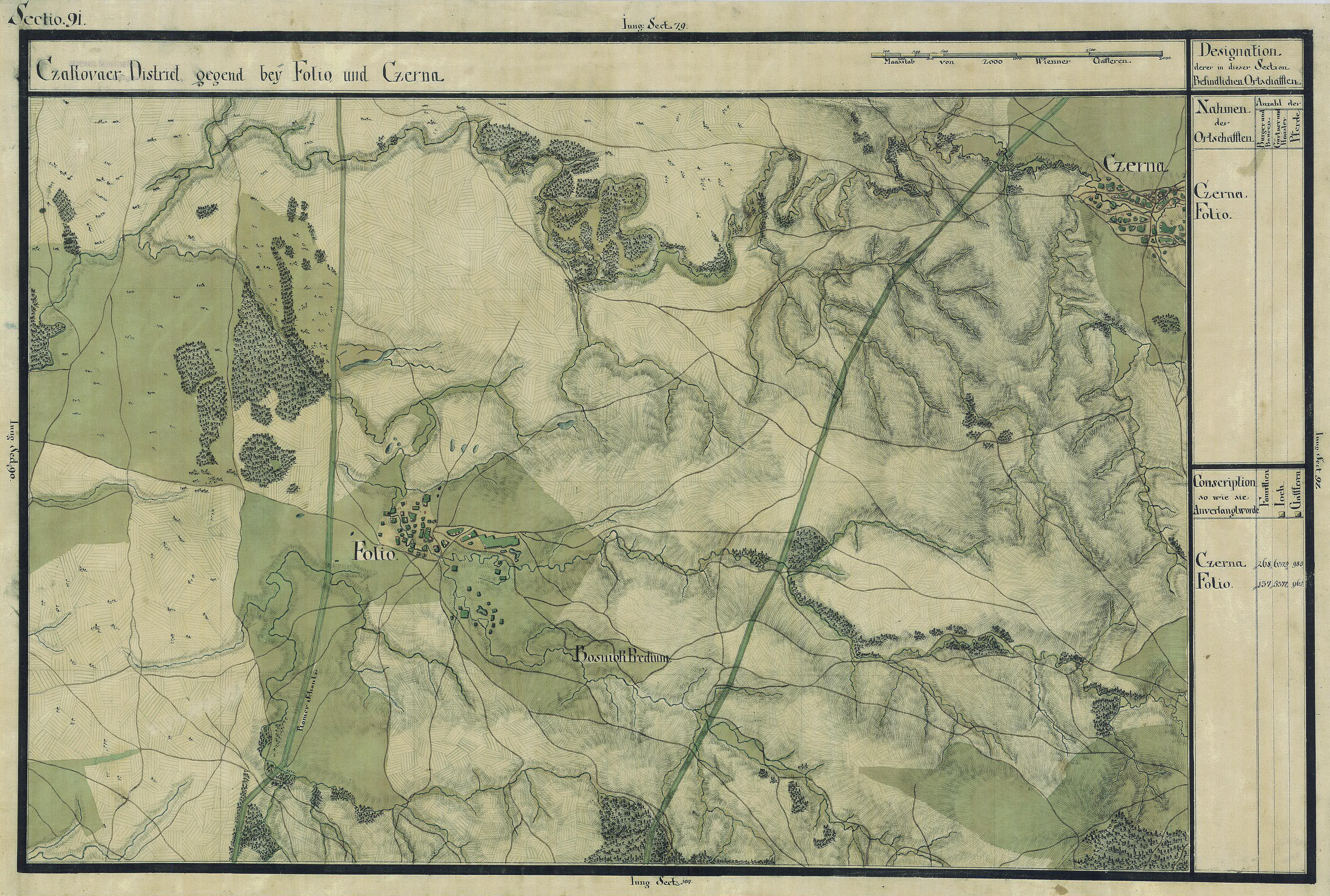
Fólya egy régi térképen

Fólya románul: Folea, falu Romániában, a Bánságban, Temes megyében.

## Fekvése
Dettától északkeletre fekvő település.

## Története
Fólya nevét 1341-ben már említette oklevél Ffele néven. 1349-ben Fele, Felea, 1717-ben Folle, 1723-ban Follia, 1808-ban Folia, 1888-ban Folya, 1913-ban Fólya néven volt említve.
A török hódoltságból már lakott helyként került ki. Neve az 1717. évi jegyzékben is előfordult, Folle alakban, 20 házzal. Az 1723-1725-ös gróf Mercy-féle térképen a csákovai kerületben szerepelt. 1782-ben a kincstártól Bieliczky József és Andreovits György megvásárolták. A Bieliczky-család birtokosa volt a 19. század közepéig. Andreovits György birtokrészét pedig 1790-ben Kaniczay János vásárolta meg, akiről 1830-ban Lajosra szállt, kitől 1859-ben Csiki Gergely vette, és 1874-ben örököseire szállt át.
1851-ben Fényes Elek írta a településről: „Folya, Temesvárhoz délre, 1200 óhitű lakossal, anyatemplommal. Gazdag határa első osztályú, s van 55 3/8 telke. Bírja Milecz József, Klaniczay Lajos, Prusinszky Miklós”
A trianoni békeszerződés előtt Temes vármegye Csáki járásához tartozott. 1910-ben 1306 lakosából 835 román, 257 német, 196 magyar volt. Ebből 633 görög keleti ortodox, 418 római katolikus, 213 görögkatolikus volt.

## Híres emberek
- Ivády Béla (Fólya, 1873. november 14. – Budapest, 1962. március 19.) politikus, földművelésügyi miniszter itt született a településen.